# Anton Christian
Anton Christian (* 7. Februar 1940 als Anton Christian Kirchmayr in Innsbruck) ist ein österreichischer Maler.

## Leben
Anton Christian kam 1940 als Sohn des Restaurators und Malers Anton Kirchmayr und dessen Frau Anna (geborene Blattl) in Innsbruck zur Welt. Anton Kirchmayr senior betrieb auch eine eigene Malschule. 1942 übersiedelte die Familie kriegsbedingt nach Oberau in der Gemeinde Wildschönau.
Von 1954 bis 1958 studierte Christian an der Kunstgewerbeschule Innsbruck. 1956 wurde er kurzzeitig der Schule verwiesen, konnte die Ausbildung allerdings dann doch fortsetzen. Nach dem Abschluss der Kunstgewerbeschule wechselte Christian 1959 an die Akademie der bildenden Künste in Wien, wo er bei Herbert Boeckl und Josef Dobrowsky bis 1963 Malerei studierte.
Während eines Parisaufenthalts in den Jahren 1964 bis 1966 lernte Anton Christian den Dichter Paul Celan kennen. Bis 1969 arbeitete Christian hauptberuflich immer wieder als Restaurator.
Anton Christian ist seit 1967 mit Marlis Hornbacher verheiratet. Die beiden haben drei Söhne miteinander. Die Familie lebt in Natters in Tirol.

## Auszeichnungen
- 1969 Preis der Landeshauptstadt Innsbruck für künstlerisches Schaffen für Malerei
- 1997 Ehrenzeichen des Landes Tirol
- 1997 Berufstitel Professor

## Ausstellungen
- 1985 Mead Art Museum, Amherst (USA)
- 1990 Tiroler Landesmuseum Ferdinandeum, Innsbruck
- 1995 Museo de Salamanca, Salamanca (Spanien)
- 2000 Retrospektive „Ort der Erinnerung“, Ferdinandeum, Innsbruck
- 2002 „Beschädigungen“, RLB Kunstbrücke, Innsbruck
- 2010 „Paarweise“, Zeughaus, Innsbruck
- 2020/2021 „Drei Ausstellungen“, Volkskunstmuseum Innsbruck, Rabalderhaus Schwaz, Villa Schindler Telfs

## Werke im öffentlichen Raum

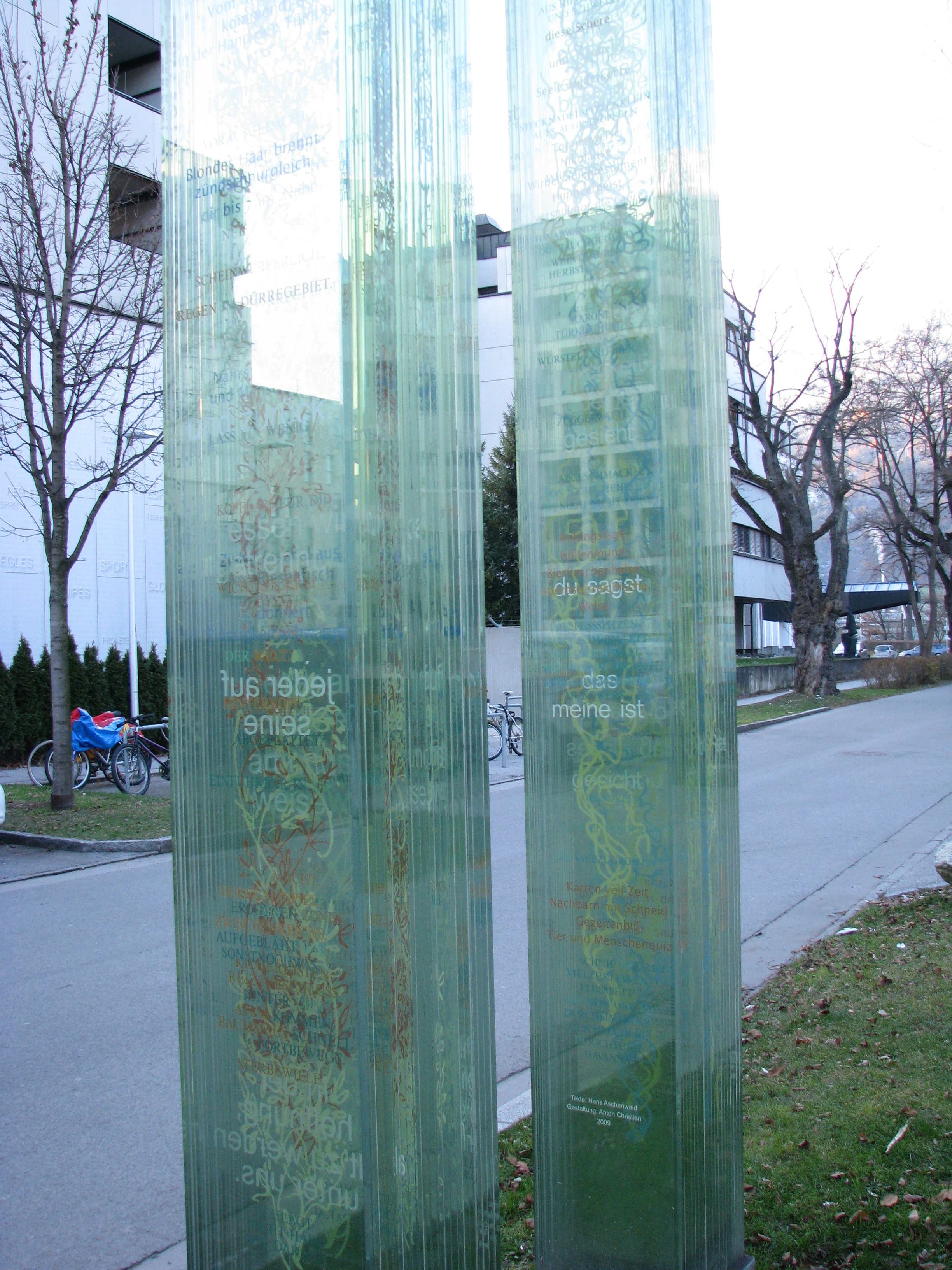
Säulen der Poesie

- Fassadenmalereien Leben und Schaffen im ländlichen Raum und hl. Florian, Gemeindeamt Bach, 1967 (jetzt an der Neuen Mittelschule Elbigenalp bzw. am Feuerwehrhaus Bach)[1][2][3]
- Die vier Elemente der Antike, WIFI Innsbruck, 1977
- Entwurf Glasfenster Jüngstes Gericht, Friedhofskapelle Natters, 1980[4]
- Wasserfall, MCI, Innsbruck, 2000
- Säulen der Poesie, General-Eccher-Straße, Innsbruck-Reichenau, 2009[5]
- Glasfenster Lebenswege Pfarrkirche Maria Neustift, 2013[6]
- Kreuzweg auf den Kalvarienberg, Erl, 2016[7]